# Яблоновка (Покровский район)
Яблоновка (укр. Яблунівка) — село,
Маломихайловский сельский совет,
Покровский район,
Днепропетровская область,
Украина.
Код КОАТУУ — 1224286702. Население по переписи 2001 года составляло 20 человек .

## Географическое положение
Село Яблоновка находится у истоков реки Чаплино,
на расстоянии в 1,5 км от пгт Просяная.
Через село проходит автомобильная дорога Т-0406,
рядом проходит железная дорога, станция Просяная в 3-х км.

## История
- 1953 — дата основания.